# Jørn Jensen
Jørn Jensen (født 1925, død 2007) var en af de allerførste danske programmører. JJ var student fra Herlufsholm og uddannet som svagstrøms-elektroingeniør. I nogle år var han ansat hos GNT (også kaldet Store Nord), hvor han udviklede en elektromekanisk teleprinter. Men JJ og hans bror Toke Jensen blev midt i 50-erne optaget af de første elektroniske datamaskiner. Jørn og Toke kom med i den lille skare af entusiaster, der arbejdede på at bygge DASK, den første danske datamaskine, og i 1958 blev JJ ansat på Regnecentralen og blev hurtigt en fænomenal programmør.
Maskinernes datalagre var små, fordi lagerteknologien var dyr, og derfor gjaldt det om at lave programmerne så korte som overhovedet muligt. JJ udviklede en evne til at udnytte alle bits og komprimere programmerne ved smart kodning, så de både blev kompakte og hurtige. JJ udviklede – sammen med kolleger på Regnecentralen – væsentlige dele af basisprogrammerne til DASK og senere til GIER. Han designede en samling kontrolprogrammer (1959) til online overvågning af programkørsel på DASK, og i tæt samarbejde med Peter Naur og andre udviklede han pålidelige, veldokumenterede oversættere til programmeringssproget Algol. I forbindelse hermed opfandt han Jensen's Device, et programmeringstrick der på en snedig måde lader parametrene i et funktionskald afhænge af hinanden. (Tricket bygger på anvendelse af parametre af typen call-by-name, en type brugt i Algol 60 og andre tidlige programmeringssprog, nu afløst af typen call-by-reference.) 
I 1960, da Danmarks Radio for første gang benyttede datamaskiner ved folketingsvalget, stod JJ for udviklingen af programmet til håndtering af valgresultater, mandatberegninger osv. 
Algol-systemet til GIER (1962) indeholdt en væsentlig forbedring af DASK-oversætteren: Oversætteren blev delt op i 10 såkaldte passager og kunne – trods et meget lille arbejdslager i Gier – oversætte og køre meget store programmer. Det skyldtes, at Algol-systemet brugte virtuelt lager, hvor både oversætter og program ligger på baggrundslager, opdelt i blokke. Hver programblok er kun i arbejdslageret netop, når den skal bruges. Princippet blev udviklet af JJ og Peter Naur før andre fandt på det, og det gjorde Gier Algol berømt i udlandet.
I 1971 forlod JJ Regnecentralen og fortsatte sin karriere som systemprogrammør i firmaet BBC (Brown Boveri, senere ABB), hvor han bl.a. udviklede programmer til proceskontrol. JJ blev pensioneret fra ABB i 1992.